# Aeródromo Isla Apiao
El Aeródromo Isla Apiao (OACI: SCIA), es un terminal aéreo ubicado junto a la localidad de Isla Apiao, Provincia de Chiloé, Región de Los Lagos, Chile. Este aeródromo es de carácter público.